# Ромкоміт (стадіон)
Стадіон «Ромкоміт» (рум. Stadionul Romcomit) — нині неіснуючий футбольний стадіон у Бухаресті, столиці Румунії, що існував у 1923—1934 роках і міг вмістити 15 000 глядачів. Це був перший стадіон Румунії зі штучним освітленням. Там проводив свої матчі бухарестський клуб «Ювентус».

## Історія
Стадіон був частиною спортивного комплексу, що належав Румунсько-італійському комерційному банку, і також включав в себе басейн, тенісні корти, зали для боксу та фехтування. Будівництво комплексу почалося в 1922 році, а стадіон був урочисто відкритий в 1923 році. На цьому стадіоні грала команда «Ромкоміт», президентом і засновником якої був Етторе Брунеллі, а з 1924 року команда об'єдналася з «Тріумфом», створивши клуб «Ювентус», який і став господарем стадіону. У 1930 році команда виграла чемпіонат Румунії.
Збірна Румунії з футболу провела на стадіоні два товариські матчі. 1 травня 1925 року проти Туреччини (1:2) і 25 квітня 1926 року проти Болгарії (6:1).
У 1933 році стадіон став першим в Румунії, який був обладнаний штучним освітленням. Підсвітка була елементарною, складалася з кількох лампочок, які висіли на 9-10 дротах, натягнутих над землею на висоті 10-12 метрів. На деяких висотах м'яч губився в темряві або випадково влучав у одну з лампочок. Коли це ставалося, у перерві працівник стадіону заміняв лампочки за допомогою малярської драбини. Перші нічні матчі в Румунії відбулися на стадіоні 13 і 14 вересня 1933 року. Це були два товариські матчі між угорською командою «Уйпешт» (Будапешт) і бухарестськими командами ЧФР (нині «Рапід») і «Венус» відповідно.
Стадіон було знесено на початку 1934 року за наказом короля Кароля II, у той самий сезон, коли «Ювентус» був підвищений до «Дивізії А», щоб звільнити місце для будівлі юридичного факультету Бухарестського університету.